# Elisabeta de Savoia
Elisabeta de Savoia (Maria Francesca Elisabetta Carlotta Giuseppina; 13 aprilie 1800 – 25 decembrie 1856) a fost prințesă de Savoia și mătușa și soacra lui Vittorio Emanuele al II-lea, primul rege al Italiei.

## Familie
Maria Francesca Elisabetta Carlotta Giuseppina s-a născut la Paris ca fiică a lui Charles Emmanuel, Prinț de Carignan (1770–1800) și a Mariei Christina de Saxonia (1770–1851), care era nepoata regelui Augustus al III-lea al Poloniei. Elisabeta a avut un frate mai mare, Carol Albert, viitor rege al Sardiniei.

## Căsătorie și copii

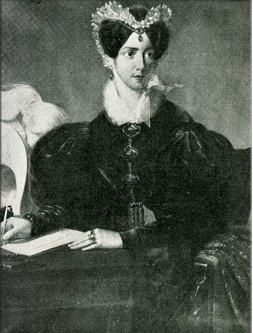
Maria Elisabeta de Savoia-Carignan, arhiducesă de Austria

La 28 mai 1820 ea s-a căsătorit la Praga cu Arhiducele Rainer Joseph de Austria, vicerege al regatului Lombardia-Veneția. Cuplul a avut opt copii:
- Maria Carolina (1821–1844)
- Adelaide (3 iunie 1822 – 20 ianuarie 1855), care a devenit soția lui Vittorio Emanuele II, rege al Sardiniei din 1849 până în 1861, apoi rege al Italiei.
- Leopoldo Luigi (6 iunie 1823 – 24 mai 1898)
- Ernesto Carlo (8 august 1824 – 4 aprilie 1899)
- Sigismondo Lepoldo (7 ianuarie 1826 – 15 decembrie 1891),
- Ranieri Ferdinando (11 ianuarie 1827 – 27 ianuarie 1913)
- Enrico Antonio (9 mai 1828 – 30 noiembrie 1891)
- Massimiliano Carlo (16 ianuarie 1830 – 16 martie 1839)

Elisabeta a murit la Bolzano în ziua de Crăciun 1856.
1. ↑  Czech National Authority Database, accesat în 15 februarie 2024